# On and On and On (låt, 2025)
On and On and On är en låt framförd av Klara Hammarström i Melodifestivalen 2025. Låten, som deltog i den andra deltävlingen, gick direkt vidare till final där den slutade på en fjärde plats.
Låten är skriven av Hammarström, Jimmy Jansson, Peter Boström, Dino Medanhodzic, Thomas G:son och Moa Carlebecker.